# 워로바구

코트디부아르 워로바구

워로바구(프랑스어: District du Woroba)는 코트디부아르 북서부에 위치한 구이다. 행정 중심지는 세겔라이며, 면적은 31,100km2이다. 서쪽으로는 기니와 국경을 접하며, 북쪽으로는 뎅겔레구, 북동쪽으로는 사반구, 동쪽으로는 발레뒤방다마구, 남쪽으로는 사산드라마라우에구, 남서쪽으로는 몽타뉴구와 접한다.

## 신설
워로바구는 2011년 코트디부아르의 행정 구역 개편으로 신설되었다. 그 지역의 영토는 바핑주와 워로두구주의 지역을 합병하여 구성되었다.

## 행정 구역
3개 주, 8개 도를 관할한다.
- 바핑주
  - 코로도
  - 투바도
  - 우아니누도
- 베레주
  - 쿠나이리도
  - 망코노도
  - 디안라도
- 워로두구주
  - 세겔라도
  - 카니도

## 인구
워로바구는 코트디부아르에서 야무수크로 자치구, 뎅겔레구에 이어 세 번째로 인구가 적은 구로 인구는 1,184,813명(2021년 기준)이다. 인구 밀도는 2021년 인구 조사 기준으로 38.1명/km2이다.